# Macraucheniidae
De Macraucheniidae zijn een familie van uitgestorven zoogdieren die leefden van het Tertiair tot het Pleistoceen.

## Kenmerken
Deze dieren waren middelgrote tot zeer grote herbivoren. Het lichaam werd gedragen door neushoornachtige poten. De kop bevatte aan de voorzijde een slurf en stond op een lange hals. Hun hoeven waren vergelijkbaar met die van neushoorns vandaag, met een eenvoudige enkelgewricht en drie tenen op elke voet. Hun reukvermogen was sterk ontwikkeld.

## Leefwijze
Deze dieren leefden waarschijnlijk in kuddes, ter bescherming tegen roofdieren. Ze waren in staat om snel van richting te veranderen om te ontkomen aan vijanden, zoals de grote schrikvogel Phorusrhacos en de sabeltandkat Smilodon.

## Ontwikkeling
Van deze langlevende groep kameelachtige dieren werd verondersteld dat het uitgestorven kamelen waren. Dit is best mogelijk, want ook de lama's en verwanten uit de kamelenfamilie deelden hetzelfde gebied, maar van verwantschap is echter geen sprake.

## Vondsten
Fossielen van deze dieren werden gevonden in Argentinië.

## Geslachten
Onderfamilie Macraucheniinae
- † Cullinia Cabrera & Kraglievich, 1931
- † Macrauchenia Owen, 1838
- † Macrauchenidia Cabrera, 1939
- † Macraucheniopsis Paula Couto, 1945
- † Oxyodontherium Ameghino, 1883
- † Paranauchenia Ameghino, 1904
- † Promacrauchenia Ameghino, 1904
- † Scalabrinitherium Ameghino, 1883 = Scalabrinia
- † Windhausenia Kraglievich, 1930
- † Xenorhinotherium Cartelle & Lessa, 1988

Onderfamilie Cramaucheniinae
- † Caliphrium Ameghino, 1894
- † Cramauchenia Ameghino, 1902
- † Notodiaphorus Loomis, 1914
- † Phoenixauchenia Ameghino, 1904
- † Pternoconius Cifelli & Soria, 1983
- † Theosodon Ameghino, 1887

Onderfamilie Sparnotheriodontinae
- † Decaconus Ameghino, 1901
- † Guilielmofloweria Ameghino, 1901
- † Megacrodon Roth, 1899
- † Oroacrodon Ameghino, 1904
- † Periacrodon Ameghino, 1904
- † Phoradiadius Simpson, Minoprio & Patterson, 1962
- † Polymorphis Roth, 1899
- † Sparnotheriodon Soria, 1980
- † Victoriemoineia Ameghino, 1901

nog te plaatsen
- † Ernestohaeckelia Ameghino, 1902
- † Paramacrauchenia Bordas, 1939